# Germaine Ernst
Pour les articles homonymes, voir Ernst.
Germaine Ernst est une artiste-peintre, graveuse et illustratrice suisse, née à Alger le 29 avril 1905 et morte à Lausanne le 9 février 1996.
Son œuvre picturale est nourrie de ses voyages nombreux à Paris, à Palerme, en Espagne et dans le Valais.

## Biographie

### Origines, enfance et formation
Germaine Ernst naît Germaine Marguerite Léonie Ernst le 29 avril 1905 à Alger. Elle est originaire de Nyon, dans le canton de Vaud. Son père se nomme Édouard Ernst ; sa mère est née Marguerite Muller.
Elle est la troisième d'une fratrie de quatre enfants, tous des filles : l'aînée, Thérèse Ernst, avec laquelle Germaine vit pratiquement tout sa vie, en particulier à partir de 1945, est directrice pendant vingt ans de la Fédération des éclaireuses suisses, ; son autre sœur aînée est la philologue Juliette Ernst,,.
Elle passe sa prime enfance en Algérie. De retour en Suisse, à Lausanne, à l'âge de 8 ans, elle est scolarisée à l'École Vinet.
Elle étudie de 1922 à 1926 à l’École cantonale de dessin de Lausanne, où elle suit les cours d’Abraham Hermanjat pour le dessin, de Nora Gross et de Violette Diserens pour le modelage,. Elle s'inscrit ensuite l’École des Beaux-Arts de Paris et suit des cours d’histoire de l’art à la Sorbonne de 1926 à 1927. 
Revenue en Suisse, elle prend un emploi dans une fabrique de tricot et apprend la gravure dans l’atelier de Violette Diserens, puis la peinture à l'huile.

### Parcours professionnel et artistique
Sa première exposition date de 1935.
Elle est l'un des fondateurs en 1942 du groupe Tailles et Morsures avec notamment Albert Yersin, Marc Gonthier et Henry Bischoff. En ses dix ans d'existence, le groupe, qui compte 35 graveurs, participe à environ 18 expositions (au Kunsthaus de Zurich, à la Kunsthalle de Berne, à la Bibliothèque nationale de France en 1949, etc.).
De 1955 à 1970, elle enseigne le dessin, la peinture et le modelage à l’École Vinet à Lausanne, alors réservée aux filles.
Elle intègre la SPAPS (Société des peintres, architectes et sculpteurs suisses) en 1974 : celle-ci avait enfin ouvert ses portes aux femmes l'année précédente.

### Mort
Restée célibataire et sans enfants[réf. nécessaire], elle meurt le 9 février 1996 à Lausanne, à l'EMS Résidence de Meillerie, à l'âge de 90 ans.

### Fondation et hommage posthume
Une fondation Germaine Ernst voit le jour en 1998 au musée de Pully, où ses œuvres sont déposées[réf. nécessaire]. « Ses missions principales sont de contribuer à la conservation et au rayonnement de l’œuvre de sa fondatrice. [...] la Fondation apporte également de manière ponctuelle un soutien à la production d’autres artistes par l’acquisition d’estampes. ».
Une rue Germaine-Ernst est créée en 2018 dans le nouvel écoquartier des Plaines-du-Loup, au nord de Lausanne.

## Distinction
- 1981 : prix de la fondation Wilhelm Gimmi[16]

## Expositions

### Expositions du vivant de l'artiste
- 1949 : Rue de la Paix, Lausanne[17]

- 1976 (novembre) : galerie Arts & Lettres, Vevey.

- 1981 : galerie Picpus, Montreux (hommage)[11]
- 1984 : galerie Etraz, Lausanne[18]

- 1986 : galerie Etraz, Lausanne[9]
- 1988 : galerie Portfolio, Lausanne (rétrospective d'eaux-fortes)[8],[10]
- 1991 : galerie Arts et Lettres, Vevey (mini-rétrospective)[19]

### Expositions posthumes
- 2010 : musée de Pully (rétrospective commune avec Violette Milliquet)[20]

- Janvier - mars 2024 : Espace Arlaud, Lausanne (rétrospective)[21].